# Stade de football de Pudong
Le stade de football de Pudong (en chinois : 浦东足球场), est un stade de football situé à Shanghai, en Chine. Achevé en octobre 2020, il est le stade du Shanghai Port FC. Le stade a une capacité de 37 000 spectateurs.

## Histoire
La construction commence le 28 avril 2018. 
Le 4 juin 2019, la Chine est annoncée comme l'hôte de la Coupe d'Asie 2023, et il est ensuite annoncé que la finale et l'une des demi-finales se joueront au stade de Pudong. 
Le 31 octobre 2020, le site accueille la série finale du championnat du monde de League of Legends 2020, qui est également l'événement inaugural du stade.